# Christopher Horner
Christopher Horner, més conegut com a Chris Horner (Okinawa, Japó, 23 d'octubre de 1971), és un ciclista estatunidenc, professional des del 1997.
Va començar la seva carrera professional a l'equip francès FDJ. Després de tres temporades va decidir tornar al seu país, on dominà el calendari ciclístic durant tres anys consecutius tot guanyant el USA Cycling National Racing Calendar.
La majoria de les seves victòries s'han produït en curses estatunidenques. A Europa destaca una etapa de la Volta a Suïssa de 2005, una altra al Tour de Romandia de 2006, la classificació final de la Volta al País Basc del 2010 i dues etapes i la general de la Volta a Espanya de 2013, quan es convertí en el ciclista més veterà a aconseguir un triomf parcial i la general d'una gran volta.

## Palmarès
- 1996
  - 1r a la Lancaster Classic
  - Vencedor d'una etapa del Tour DuPont
- 2000
  - 1r a la Redlands Bicycle Classic
  - 1r al Tour de Langkawi
- 2001
  - 1r a la Solano Bicycle Classic
  - Vencedor d'una etapa de la Redlands Bicycle Classic
  - Vencedor d'una etapa de la Cascade Classic
- 2002
  - Campió del USA Cycling National Racing Calendar
  - 1r a la Redlands Bicycle Classic i vencedor de 2 etapes
  - 1r a la Sea Otter Classic i vencedor d'una etapa
  - 1r a la Fitchburg Longsjo Classic
  - 1r a la Solano Bicycle Classic i vencedor d'una etapa
  - Vencedor d'una etapa del Nature Valley Grand Prix
  - Vencedor d'una etapa de la Cascade Classic
- 2003
  - Campió del USA Cycling National Racing Calendar
  - 1r a la Volta a Geòrgia i vencedor de la classificació de la muntanya
  - 1r a la Redlands Bicycle Classic
  - 1r al Gran Premi de San Francisco
  - 1r a la Solano Bicycle Classic i vencedor de 2 etapes
  - 1r a la McLane Pacific Cycling Classic Road Race
  - Vencedor de 2 etapes de la Fitchburg Longsjo Classic
  - Vencedor d'una etapa de la Cascade Classic
- 2004
  - Campió del USA Cycling National Racing Calendar
  - 1r al Redlands Bicycle Classic i vencedor de 3 etapes
  - 1r a la Pomona Valley Stage Race i vencedor de 2 etapes
  - 1r al Sea Otter Classic i vencedor d'una etapa
  - 1r al Tour de Toona
  - 1r a la Temecula Stage Race
  - 1r a la Pine Flat Road Race
- 2005
  - Vencedor d'una etapa de la Volta a Suïssa
- 2006
  - Vencedor d'una etapa del Tour de Romandia
- 2008
  - Vencedor d'una etapa del Tour de White Rock
- 2009
  - Vencedor de la classificació dels punts del Tour de l'Ain
- 2010
  - 1r a la Volta al País Basc i vencedor d'una etapa
- 2011
  - 1r a la Volta a Califòrnia i vencedor d'una etapa
- 2013
  -  1r a la Volta a Espanya i vencedor de dues etapes
  - Vencedor d'una etapa del Tour de Utah

### Resultats al Tour de França
- 2005. 33è de la classificació general
- 2006. 64è de la classificació general
- 2007. 15è de la classificació general
- 2010. 10è de la classificació general
- 2011. No surt (8a etapa)
- 2012. 13è de la classificació general
- 2014. 17è de la classificació general

### Resultats a la Volta a Espanya
- 2006. 20è de la classificació general
- 2007. 36è de la classificació general
- 2009. No surt (5a etapa)
- 2013.  1r de la classificació general. Vencedor de dues etapes.  1r de la Classificació de la combinada

### Resultats al Giro d'Itàlia
- 2009. No surt (11a etapa)